# The Cranberries
The Cranberries (el plural de cranberry, una mena de nabiu, el nabiu de grua, en català) va ser una banda irlandesa de rock alternatiu que es va fer famosa mundialment als anys 90. Es van separar de l'any 2003 fins a l'any 2009, quan van anunciar que es tornaven a unir. Han venut a la vora de 75 milions de discs a tot el món. L'any 2019 es van dissoldre.

## Història

### Primers anys
L'any 1989 els germans Mike Hogan (baixista) i Noel Hogan (guitarrista) van formar la banda The Cranberry Saw Us amb el bateria Fergal Lawyer i el cantant Niall Quinn, a Limerick, Irlanda. Al cap de poc Quinn va deixar la banda, i els membres restants van posar un anunci buscant cantant. Dolores O'Riordan va respondre a l'anunci i així es va formar la banda.
The Cranberries van llançar 300 còpies d'unes maquetes enregistrades de manera casolana a diferents companyies del Regne Unit. Això va cridar l'atenció dels estudis Island Records.
El març del 1992 van començar a gravar el que seria el seu primer disc, a Dublín, fent gires pel Regne Unit i Irlanda, cridant l'atenció de la premsa britànica.
El setembre del 1992 van llençar el seu primer senzill, "Dreams", i el primer disc, Everybody Else is Doing It, So why Can't We? el març del 1993. Ni el disc, ni aquest primer senzill havien cridat gaire l'atenció, com tampoc el segon, "Linger". Quan van ser teloners de Suede en la seva gira, van cridar l'atenció de la MTV, i van posar els seus títols i així l'àlbum va arribar a ser número 1 al Regne Unit.

### Èxit Internacional
El segon àlbum, No Need To Argue (1994) va debutar en sisena posició als Estats Units, i contenia de les cançons que esdevindran més famoses de la banda, "Zombie", en protesta als atemptats de Warrington de l'IRA Provisional i "Ode To My Family". L'any següent, el 1995, la banda va anar de gira, amb dos nous simples: "I Can't Be With You" i "Ridiculous Thoughts". El disc va esdevenir disc de platí a Suïssa, cinc cops platí al Canadà i set cops platí als Estats Units.
El tercer disc To the Faithfull Departed (1996) no va tenir la mateixa recepció que els seus predecessors, essent número 2 al Regne Unit i número 4 a les llistes Billboard, tot i les bones crítiques. Va ser doble platí als Estats Units i disc d'Or al Regne Unit. Els simples d'aquest tercer disc van ser "Salvation", "Free To Decide" i "When You're Gone", aquest darrer només als Estats Units.

### Darrers treballs, recopilació i carreres en solitari
Fins a l'any 1999 no van llençar el següent treball discogràfic, Bury the Hatchet, amb el primer títol extret, "Promises", llençar al Febrer. El disc va ser número 7 al Regne Unit i 13 als Estats Units, on va ser disc d'or. El segon simple va ser "Animal Instinct", seguit de "Just My Imagination" i "You & Me". Des de l'abril del 1999 fins al juny del 2000 van fer la gira del disc, la gira més exitosa de la banda fins al moment.
L'octubre del 2001 van llençar Wake Up and Smell the Coffee, essent número 46 dels Billboard 200 i número 61 al Regne Unit. Cap dels seus tres simples ("Analyse", "Time is Ticking Out" i "This is The Day") van arribar molt amunt en les llistes de vendes.
L'any següent van llençar la recopilació Stars - The Best of 1992-2002, que aconseguirà ser número 20 a les llistes de vendes del Regne Unit. De l'octubre al desembre del 2002 van fer una petita gira europea.
El setembre del 2003, tot i estar treballant en un nou disc, van anunciar una aturada del grup. El 2007, Dolores O'Riordan va treure el seu primer disc en solitari, Are You Listening? seguit d'un segon el 2009, No Baggage.

### Reunió i nou disc
L'any 2009 The Cranberries es van reunir de nou per celebrar que O'Riordan havia esdevingut Patrona d'Honor a la University Philosophical Society del Trinity College. L'agost del mateix any, en un programa radiofònic mentre promocionava el seu darrer treball en solitari, O'Riordan va anunciar que la banda es reunirien per fer una gira per Europa i els Estats Units.
L'any 2012 va sortir a la venda el seu nou treball, Roses, amb "Tomorrow" com a simple, seguit el 2017 per Something Else, un àlbum que presenta versions acústiques i orquestrals de 10 títols ben coneguts, més 3 temes nous. És igualment l'última realització de la banda a causa de la mort inesperada de la cantant Dolores O'Riordan sobrevingut el 15 de gener del 2018.
Després de la publicació de l'àlbum pòstum In the End el 2019, i un any després de la mort d'O'Riordan, el grup es va dissoldre.